# Dubrave (Brčko)
Pour les articles homonymes, voir Dubrave.
Dubrave (en serbe cyrillique : Дубраве) est un village de Bosnie-Herzégovine. Il est situé dans le district de Brčko. Selon les premiers résultats du recensement de 2013, il compte 1 506 habitants.

## Géographie
Le village est situé sur les bords de la rivière Guderevica.

## Histoire
L'actuel couvent franciscain Saint-Antoine de Dubrave a été construit en 1982.

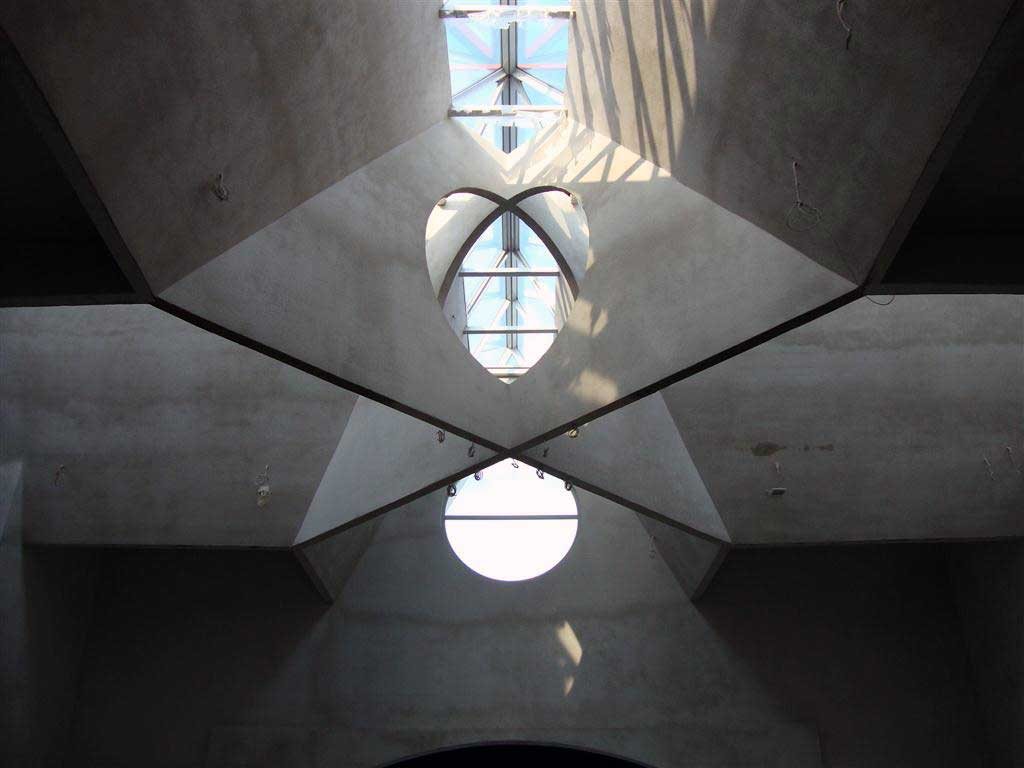
L'intérieur du couvent

## Démographie

### Évolution historique de la population dans la localité
| 1948 | 1953 | 1961  | 1971  | 1981  | 1991  | 2013  |
| ---- | ---- | ----- | ----- | ----- | ----- | ----- |
| -    | -    | 1 430 | 1 617 | 1 468 | 1 338 | 1 506 |

|  |

### Communauté locale
En 1991, la communauté locale de Dubrave comptait 1 618 habitants, répartis de la manière suivante :

## Personnalité
- Mladen Petrić, footballeur.